# Flag (album)
Pour les articles homonymes, voir Flag.
Albums de Yello
One Second
(1987) Baby
(1991)
Flag est le sixième album du groupe de musique électronique suisse Yello et le sixième à ne contenir que des titres originaux. Sorti en 1988, l'album contient le plus grand succès du groupe, le titre The Race, qui atteindra la septième place du top musical anglais (en août 1988) et qui fut utilisé à de nombreuses reprises dans des films, des séries télés, des pubs ou des émissions télévisées. L'album fut réédité en 2005 avec plusieurs pistes supplémentaires dans le cadre du projet Yello Remaster Serie.

## Pistes de l'album
| No | Titre               | Durée |
| -- | ------------------- | ----- |
| 1. | Tied Up             | 6:10  |
| 2. | Of Course I'm Lying | 5:57  |
| 3. | 3rd Of June         | 4:54  |
| 4. | Blazing Saddles     | 3:55  |
| 5. | The Race            | 8:09  |
| 6. | Alhambra            | 3:39  |
| 7. | Otto De Catania     | 3:22  |
| 8. | Tied Up In Red      | 8:36  |
| 9. | Tied Up In Gear     | 3:58  |

### Version remasterisée de 2005
Flag fut remasterisé et réédité avec les pistes supplémentaires suivantes :
| No  | Titre                                                                  | Durée |
| --- | ---------------------------------------------------------------------- | ----- |
| 1.  | Tied Up                                                                | 6:10  |
| 2.  | Of Course I'm Lying                                                    | 5:57  |
| 3.  | 3rd Of June                                                            | 4:54  |
| 4.  | Blazing Saddles                                                        | 3:55  |
| 5.  | The Race                                                               | 8:09  |
| 6.  | Alhambra                                                               | 3:29  |
| 7.  | Otto De Catania                                                        | 3:22  |
| 8.  | Tied Up In Red                                                         | 8:20  |
| 9.  | Tied Up In Gear                                                        | 3:45  |
| 10. | The Race (Break Light Mix) (Version tirée de l'album Eccentrix (1999)) | 6:49  |
| 11. | Wall Street Bongo (Face-B du single Tied Up (1988))                    | 3:05  |
| 12. | The Race (Version tirée du 33 tours du titre (1988))                   | 13:22 |

## Charts
Plusieurs des titres de cet album ont fait une apparition dans les charts anglais. Ainsi, on retrouve dans le classement des singles (The Official UK Single Chart/Gallup) : 
| Année    | Single                | Chart                         | Position |
| -------- | --------------------- | ----------------------------- | -------- |
| Aou 1988 | "THE RACE"            | The Official UK Singles Chart | 7        |
| Déc 1988 | "TIED UP"             | The Official UK Singles Chart | 60       |
| Mar 1989 | "OF COURSE I'M LYING" | The Official UK Singles Chart | 23       |
| Jul 1989 | "BLAZING SADDLES"     | The Official UK Singles Chart | 47       |